# The Venetian (Las Vegas)
The Venetian é um hotel e cassino 5 estrelas, localizado na Las Vegas Strip em Paradise, estado americano de Nevada. Possui 4 049 suítes e um cassino com mais de 11 000 m², além de ter uma ligação com o hotel The Palazzo, formando uma rede de mais de 8 108 suítes. O hotel tem contrato como o Blue Man Group que faz espetáculos para os hospedes.